# Герой її роману (фільм, 1984)
«Герой її роману» (рос. «Герой её романа») — радянський художній фільм 1984 року, знятий на кіностудії «Мосфільм». За мотивами оповідання Олексія Каплера «Лопушок». 

## Сюжет
Чесний і принциповий молодий валторніст оперного театру, доставляючи ворогам і близьким масу клопоту і неприємностей, проте виходить «сухим» зі скрутних ситуацій і, здобувши перемогу в черговій викривальній акції, домагається взаємної любові…

## У ролях
- Галина Бєляєва — Віка Берсенєва
- Володимир Шевельков — Роман Бойцов
- Ніна Агапова — Берсенєва
- Анатолій Ромашин — епізод
- Віктор Павлов — Котоусов
- Михайло Козаков — Ераст Цикада
- Олександр Ширвіндт — епізод
- Ролан Биков — Маріо Джузеппе Фаворіто
- Володимир Шакало — епізод
- Михайло Боярський — епізод
- Сергій Мигицко — епізод
- Олег Анофрієв — Петя Божко
- Зиновій Гердт — Прудянський
- Леонід Ярмольник — Апполінарій Полуведерський
- Семен Морозов — Тихонов
- Семен Фарада — пасажир
- В'ячеслав Войнаровський — власник тиру
- Ілзе Лієпа — епізод
- Іван Рижов — епізод
- Віктор Уральський — маестро по димам
- Баадур Цуладзе — епізод
- Володимир Чуприков — фотограф
- Микола Ісенко — осоавіахімовець

## Знімальна група
- Режисер — Юрій Горковенко
- Сценаристи — В'ячеслав Вербін, Юрій Горковенко
- Оператор — Генрі Абрамян
- Композитор — Віктор Лебедєв
- Художник — Валентин Вирвич